# Gymnasium Wellingdorf
Das Gymnasium Wellingdorf ist ein Gymnasium im Kieler Stadtteil Wellingdorf.

## Geschichte
Das Gymnasium Wellingdorf geht auf die Gründung der Königlichen Realschule 1914 zurück und ist damit das älteste Gymnasium auf dem Kieler Ostufer. Nach der Erhebung Kiels zum Reichskriegshafen 1871 hatte das starke Bevölkerungswachstum die Fischer- und Bauerndörfer Gaarden, Ellerbek und Wellingdorf nach ihrer Eingemeindung 1910 zusehends in eine Kieler Vorstadt verwandelt und die Gründung einer höheren Schule nötig gemacht.

## Gebäude
Charakteristisch ist der Uhrenturm über dem wieder aufgebauten Klinkerbau, der zusammen mit dem Westflügel (1958), der Erweiterung mit Turnhalle, Atrium, Lehrer- und Klassenzimmern nach Osten (1964) und dem Oberstufengebäude von 1986 einen nach Süden hin offenen Schulhof umschließt und den Blick ins Grüne auf die nahen Sportanlagen freigibt. 
In den letzten Jahren wurde das Gebäude modernisiert und erneuert. Neben Maßnahmen zur Energieeffizienz wurden 2009 und 2010 die Fachräume für Chemie und Physik und die Aula erneuert sowie eine Schulbibliothek neu eingerichtet. Außerdem wurde 2013 ein Teil der Biologiefachräume modernisiert. Das Atrium wurde im Schuljahr 2019/2020 neu gestaltet und bepflanzt und ist  jetzt auch für Schüler zugänglich. 

## Angebote
Das Gymnasium Wellingdorf bietet als offene Ganztagsschule einen Mittagstisch und ein umfangreiches Angebot an Arbeitsgemeinschaften am Nachmittag an. Eine Besonderheit ist die Musikklasse, in der interessierte Kinder ab der 5. Klasse im verstärkten Musikunterricht an das gemeinsame Musizieren herangeführt werden. Der ersten Fremdsprache Englisch folgt in der 7. Klasse als zweite Fremdsprache nach Wahl Latein oder Französisch, als dritte Fremdsprache auch Spanisch. Die Schule befindet sich in der Umstellung von G9 zu G8. 
Die Schule arbeitet  eng mit dem GEOMAR zusammen, das in Sichtweite des Gymnasiums liegt. Gemeinsame Arbeitsgemeinschaften und Projekte ermöglichen von der Orientierungs- bis zur Oberstufe wissenschaftliches Arbeiten. Montags bis freitags wird am Nachmittag eine kostenlose Hausaufgabenhilfe angeboten, die von Studenten der Universität Kiel über die Mercator-Stiftung betreut wird. In den Sommerferien finden mit der "Sommerschule" in den letzten beiden Ferienwochen regelmäßig Förderkurse in den Fächern Mathematik und Fremdsprachen statt. Besonders interessierte Schülerinnen und Schüler können ebenfalls am Ende der Sommerferien das "Science Camp" besuchen, in denen im naturwissenschaftlichen Bereich geforscht wird und Experimente durchgeführt werden.
Viermal im Jahr, immer vor den Ferien, erscheint die Schulzeitung, in der über viele Aktivitäten der Klassen berichtet wird.

## Schüler
- Arnold Finck (1925–2016), Agrarwissenschaftler (Abitur 1943)
- Karl-Werner Ratschko (* 1943), Mediziner und Historiker
- Jörn Biel (* 1949), Manager (Abitur)
- Wilfried Voigt (* 1949), Politiker (Abitur 1969)
- Ekkehard Klug (* 1956), Politiker und Hochschullehrer (Abitur)
- Dennis Wilms (* 1975), Moderator (Abitur)
- Tim Lorentzen (* 1973), Theologe (Abitur)